# The Meaning of Peace
Singles par Song Nation
A Song Is Born
(2001) Lovin' It
(2001)
The Meaning of Peace  (écrit en minuscules : the meaning of peace) est un single attribué à  Kumi Koda & BoA , interprété en duo par Kumi Koda et BoA.

## Présentation
Le single sort le 19 décembre 2001 au Japon sous le label Avex Trax, écrit et produit par Tetsuya Komuro. Il atteint la 12e place du classement de l'Oricon. Il se vend à 23 230 exemplaires la première semaine, et reste classé pendant sept semaines, pour un total de 66 840 exemplaires vendus durant cette période.
Ce single fait partie du projet collaboratif Song Nation de Avex Trax, destiné à collecter des fonds pour les victimes des attentats du 11 septembre 2001 aux États-Unis. La chanson-titre figurera sur l'album Song Nation (en) qui sortira le mois suivant, et dont deux autres singles en duo sont également tirés : A Song Is Born (par Ayumi Hamasaki et Keiko) et Lovin' It (par Namie Amuro et Verbal de M-Flo).
La chanson-titre figurera aussi sur deux compilations de Kumi Kōda : Best: First Things et Out Works and Collaboration Best, ainsi que sur l'album Listen to My Heart de BoA.

## Liste des titres
Toutes les chansons sont écrites et composées par Tetsuya Komuro.
| 1. | The Meaning of Peace (original mix) (the meaning of peace...)          | 5:01 |
| 2. | The Meaning of Peace (TV mix) (the meaning of peace...) (instrumental) | 5:05 |